# Maheshkhali
Maheshkhali är ett underdistrikt i Bangladesh. Det ligger i den sydöstra delen av landet, 280 km sydost om huvudstaden Dhaka.
Omgivningarna runt Maheshkhali är en mosaik av jordbruksmark och naturlig växtlighet. Runt Maheshkhali är det mycket tätbefolkat, med 1 221 invånare per kvadratkilometer.